# Бестла
 Тази статия е за спътника на Сатурн.  За персонажът от скандинавската митология със същото име вижте Бестла (митология).  
Бестла или Сатурн XXXIX (условно означение S/2004 S 18) е ретрограден ирегуларен спътник на Сатурн. Откритието му е обявено от Скот Шепърд, Дейвид Джуит, Ян Клайн и Брайън Марсдън на 4 май 2005 от наблюдения направени между 13 декември 2004 и 5 март 2005. Бестла е в диаметър около 7 км и орбитира около Сатурн на средна дистанция 20 192 000 км за 1088 дни, при инклинация 147° към еклиптиката в ретроградно направление с ексцентрицитет 0.5176.
Наименована е през април 2007 на Бестла, великанка от рода на хримтурсите от скандинавската митология, майка на Один.